# Black Thought
Tariq Trotter (ur. 3 października 1971 w Filadelfii) – amerykański raper, bardziej znany pod pseudonimem artystycznym Black Thought, współzałożyciel i leader grupy hip-hopowej The Roots, okazjonalnie występujący jako aktor.
W 2000 wygrał nagrodę Grammy w kategorii Best Rap Performance by a Duo or Group za "You Got Me" razem z piosenkarkami Erykah Badu oraz Eve.
Wystąpił w nominowanym do Złotego Niedźwiedzia filmie Wykiwani.
Na rok 2013 planowany jest solowy album Black Thought, o którym artysta powiedział, że będzie to płyta bluesowa. Możliwy tytuł to The Talented Mr. Trotter. Solowy album Trottera o tym tytule był zapowiadany już w 2011 roku.

## Dyskografia

### Występy gościnne
| Rok  | Wykonawca/Album                                              | Utwory                                                                     |
| ---- | ------------------------------------------------------------ | -------------------------------------------------------------------------- |
| 1994 | Steve Coleman and Metrics – A Tale of 3 Cities               | - "Slow Burn"                                                              |
| 1995 | DJ Krush – Meiso                                             | - "Meiso"                                                                  |
| 1996 | Bahamadia – Kollage                                          | - "Da Jawn"                                                                |
| 1997 | Jedi Mind Tricks – The Psycho-Social                         | - "Get This Low"                                                           |
| 1997 | Walkin’ Large - Listen to This                               | - "Listen to This"                                                         |
| 1997 | Inoran - Sou                                                 | - "The Agenda"                                                             |
| 1997 | Common – One Day It'll All Make Sense                        | - "Stolen Moments pt II"                                                   |
| 1998 | Various Artists - Lyricist Lounge Volume One                 | - "Live from the Stretch Armstrong Show" (oraz Common i Pharoahe Monch)    |
| 1998 | Big Pun – Capital Punishment                                 | - "Super Lyrical"                                                          |
| 1998 | Pete Rock – Soul Survivor                                    | - "It's About that Time"                                                   |
| 1998 | Black Star – Respiration (singel)                            | - "Respiration (Flying High Remix)"                                        |
| 1999 | Bob Marley – Chant Down Babylon                              | - "Burnin’ and Lootin'"                                                    |
| 1999 | Various Artists - Hurricane Soundtrack                       | - "Hurricane" (oraz Common, Dice Raw, Flo Brown, Jazzyfatnastees, Mos Def) |
| 2000 | Common – Like Water for Chocolate                            | - "Cold Blooded"                                                           |
| 2000 | The Pharcyde – Plain Rap                                     | - "Network"                                                                |
| 2001 | DJ Krush – Zen                                               | - "Zen Approach"                                                           |
| 2001 | Dilated Peoples – Expansion Team                             | - "Hard Hitters"                                                           |
| 2002 | Soulive - Next                                               | - "Clap!"                                                                  |
| 2002 | Linkin Park – Reanimation                                    | - "X-Ecutioner Style"                                                      |
| 2002 | Talib Kweli – Quality                                        | - "Guerilla Monsoon Rap"                                                   |
| 2004 | The X-Ecutioners – Revolutions                               | - "Live from the PJs"                                                      |
| 2005 | LaToya London - Love and Life                                | - "Appreciate"                                                             |
| 2005 | Fort Minor – The Rising Tied                                 | - "Right Now"                                                              |
| 2005 | Damian Marley – Welcome to Jamrock                           | - "Pimpa's Paradise"                                                       |
| 2005 | Curse – Sinnflut                                             | - "Flutlicht"                                                              |
| 2006 | DJ Krush – Stepping Stones – The Self-Remixed Best: Lyricism | - "Zen Approach (Cradle Mix)" - "Meiso (Silent-Gun Mix)"                   |
| 2006 | Sergio Mendes – Timeless                                     | - "Yes, Yes Y'all"                                                         |
| 2006 | J Dilla – The Shining                                        | - "Love Movin'"                                                            |
| 2006 | The Coup - Pick a Bigger Weapon                              | - "My Favorite Mutiny"                                                     |
| 2007 | Strong Arm Steady - Deep Hearted                             | - "Clean Up"                                                               |
| 2008 | Muja Messiah - Thee Adventures Of A B-Boy D-Boy              | - "Give It Up"                                                             |
| 2008 | Skillz - The Million Dollar Backpack                         | - "Hold Tight"                                                             |
| 2008 | Styles P – Super Gangster (Extraordinary Gentleman)          | - "Cause I’m Black"                                                        |
| 2009 | Wale – Back to the Feature                                   | - "Hot Shyt"                                                               |
| 2009 | Cradle Orchestra - Velvet Ballads                            | - "Live Forever"                                                           |
| 2009 | BK-One - Rádio do Canibal                                    | - "Philly Boy"                                                             |
| 2009 | J Dilla – Jay Stay Paid                                      | - "Reality TV"                                                             |
| 2009 | Chiddy Bang - The Swelly Express                             | - "Slow Down"                                                              |
| 2010 | STS - More Demand 2                                          | - "Ill Street Blues"                                                       |
| 2010 | Ghostface Killah – Apollo Kids                               | - "In tha Park"                                                            |
| 2010 | Chrisette Michelle - Let Freedom Reign                       | - "Let Freedom Reign"                                                      |
| 2010 | Meek Mill & Eve – Young Chris                                | - "Philly Sh*t Remix"                                                      |
| 2011 | Raekwon – Shaolin vs. Wu-Tang                                | - "The Masters of Our Fates"                                               |
| 2011 | Saigon - The Greatest Story Never Told                       | - "Too Long"                                                               |
| 2011 | Nikki Jean - Pennies in a Jar                                | - "Million Star Motel"                                                     |
| 2011 | Thurz - LA Riot                                              | - "Riot"                                                                   |
| 2011 | Nneka – Soul Is Heavy                                        | - "God Knows Why"                                                          |
| 2011 | OCD: Moosh & Twist - The Welcome Mat                         | - "Mathematics"                                                            |
| 2012 | Talib Kweli & Z-Trip - Attack the Block                      | - "Congregation"                                                           |
| 2012 | Hilltop Hoods - Drinking from the Sun                        | - "Living in Bunkers"                                                      |
| 2013 | K-os - BLack on BLonde                                       | - "Try Again"                                                              |

## Filmografia
- Wykiwani (2000)
- Brooklyn Babylon (2001)
- Perfume (2001)
- Brown Sugar (2002)
- Love Rome (2004)
- Explicit IIIs (2008)
- In NorthWood (2009)
- Night Catches Us (2010)
- "Tick, tick... Boom!" (2021)